# Sēme
Sēme är en ort i Lettland.   Den ligger i kommunen Tukuma Rajons, i den västra delen av landet, 60 km väster om huvudstaden Riga. Sēme ligger 57 meter över havet och antalet invånare är 350.
Terrängen runt Sēme är platt. Runt Sēme är det ganska tätbefolkat, med 179 invånare per kvadratkilometer. Närmaste större samhälle är Tukums, 8,5 km söder om Sēme. Omgivningarna runt Sēme är en mosaik av jordbruksmark och naturlig växtlighet.